# Sostenuto
Sostenuto (ital. für „gehalten“, abgekürzt als „sost.“ oder „sosten.“) bezeichnet in der Musik eine Vortragsanweisung. Die Töne sollen dabei länger gehalten werden und ausklingen, meist bei einer gleichzeitigen Verzögerung des Tempos.

## Verwendung
Häufig wird die Spielanweisung Sostenuto als Zusatz zu einer Tempobezeichnung oder als Satzüberschrift verwendet.
Beispielsweise soll ein Stück mit der Vortragsanweisung Adagio Sostenuto etwas breiter gespielt werden als ein Adagio, sowie im Legato. Zudem bekommen die Töne mehr Gewicht, die Phrasierung ist länger.

## Sostenuto-Pedal
Das mittlere Pedal eines Klaviers in der Bauform eines Flügels wird seiner Funktion entsprechend oft auch als Sostenuto-Pedal bezeichnet.
Dieses Pedal, im Gegensatz zum rechten Pedal, welches alle Dämpfer abhebt, hält nur die Dämpfer derjenigen Töne weiterhin gehoben, die zum Zeitpunkt der Sostenuto-Pedalbetätigung gerade gespielt sind. Die anderen, noch eventuell folgenden Töne und ihre Dämpfer sind hiervon unbeeinflusst. Der besondere Effekt des Sostenutopedals ist somit, dass der im Moment der Pedalbetätigung gespielte Ton oder Akkord in die weiteren Töne hinein nachhallen kann.
Der französische Klavierbauer Jean Louis Boisselot in Marseille stellte auf einer Ausstellung 1844 seine Erfindung des Sostenutopedals vor. In den USA erhielt Albert Steinway beim Patentamt in New York am 1. Juni 1875 das Patent auf ein leicht abgewandeltes Sostenuto.